# 霍赫林山
72°5′S 4°3′E / 72.083°S 4.050°E
霍赫林山是南極洲的山峰，位於東部南極洲的毛德皇后地，屬於穆利格-霍夫曼山脈的一部分，處於費斯特寧加山以東，海拔高度2,760米。